# Ločitev spina in naboja
Ločitev spina in naboja je v fiziki pojav, ki se kaže v obliki nenavadnega obnašanja elektronov, ki se nahajajo v tankih prevodnikih (nanocevka). Obnašanje elektronov se močno spremeni, ko se nahajajo zelo blizu. To izgleda kot, da se zelo težko gibljejo drug mimo drugega. Poskusi potekajo tako, da se poskrbi, da se elektroni gibljejo v nanocevki, ki se jo prinese v bližino kovine, da lahko elektroni s pomočjo tunelskega pojava preskočijo v nanocevko (kvantni vodnik). Poskus poteka samo nekaj stopinj nad absolutno ničlo  . Kaže se v razpadu na dva kvazidelca (čeprav je elektron nedeljiv delec) od katerih je eden spinon, drugi pa holon. Prvi kvazidelec je nosilec spina, drugi pa naboja. Oba kvazidelca se ne gibljeta z enako hitrostjo . Elektron se lahko vedno obravnava kot vezano stanje dveh delcev od katerih prvi nosi spin, drugi pa električni naboj. V določenih pogojih se kvazidelca lahko ločita v dva neodvisna delca. Nobenega od teh delcev se ne more imeti za kombinacijo vrzeli, fononov ali fotonov. Kvantna števila kvazidelcev postanejo necela števila (vsi običajni delci imajo kvantna števila, ki so vedno cela števila).
Proučevanje nastanka spinonov in holonov bo v prihodnosti imelo velik vpliv na posebno vejo tehnologije, ki jo imenujejo spintronika. Spintronika bo omogočala shranjevanje podatkov na osnovi spina elektrona. 
Elektron spada med fermione. Pri nastanku spinona in holona pa je eden izmed njiju fermion (podreja se Fermi-Diracovi statistiki), drugi pa bozon (podreja se Bose-Einsteinovi statistiki). Izbira vrste kvazidelca je poljubna, ker ni znane merljive količine, s pomočjo katere bi se lahko določilo vrsto kvazidelca.
Metodo za opazovanje ločitve spina in naboja je prvi predlagal angleški fizik Duncane Haldane v letu 1981. S poskusom so predvidevanja potrdili na Univerzi v Cambridgeu in Birminghamu leta 2009.